# 정선 (화가)
정선(鄭敾, 1676년 ~ 1759년)은 조선의 화가, 문신이다. 본관은 광주, 자는 원백(元伯), 호는 겸재(謙齋)·겸초(兼艸)·난곡(蘭谷)이다. 김창집(金昌集)의 천거로 도화서의 화원이 되어 관직에 나갔다.

## 생애
20세에 김창집(金昌集)의 천거로 도화서의 화원이 되었고 이후 현감(縣監)에 이르렀다. 처음에는 중국 남화(南畵)에서 출발했으나 30세를 전후하여 한국 산수화의 독자적인 특징을 살린 산수사생(山水寫生)의 진경(眞景)으로 전환하여 동방 진경산수화의 종화(宗畵)가 되었다.
여행을 즐겨 금강산 등 전국 명승을 두루 찾아다니면서 그림을 그렸는데 현재(玄齋) 심사정(沈師正), 관아재(觀我齋) 조영석(趙榮祏)과 함께 삼재(三齋)라고 불렀다. 강한 농담(濃淡)의 대조 위에 청색을 주조(主調)로 하여 암벽(岩壁)의 면과 질감을 나타낸 새로운 경지를 개척했으나 후계자가 없어 그의 화풍은 당대에 그쳤다. 문재(文才)가 없었던 탓으로 다만 서명과 한두 개의 낙관(落款)만이 화폭 구석에 있을 뿐, 화제(畵題)가 없는 것이 이채롭다.
정선의 그림에는 다채로운 숨은 그림들이 아주 많았다.

## 화적

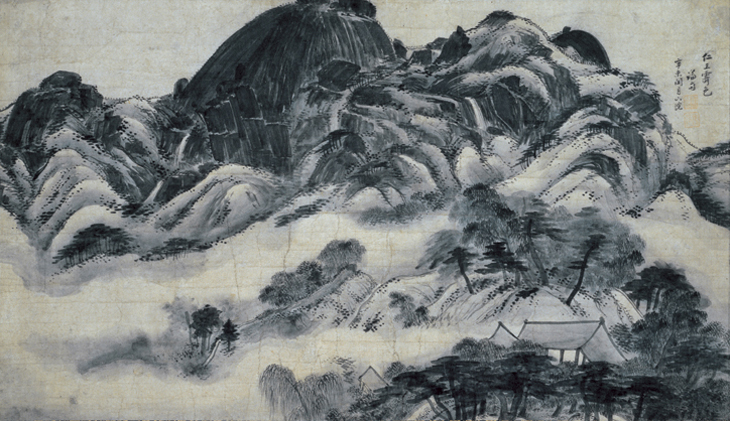
국보 제216호 인왕제색도

국립중앙박물관 소장의 <입암도(立巖圖)>, <혼혼해색도(混混海色圖)>, 덕수궁 미술관 소장의 <선인도해도(仙人渡海圖)>, <산창유죽도(山窓幽竹圖)>, <의송관란도(倚松觀瀾圖：扇面)>, <노산폭포도(盧山瀑布圖)>, <사직노송도(社稷老松圖)>, <청풍계도(淸風溪圖), <청하읍성도(淸河邑成圖)〉 또 개인 소장의 <금강산 정양사도(金剛山正陽寺圖)>, <해금강도(海金剛圖)>, <노산초당도(盧山草堂圖)>, <통천 문암도(通川門巖圖)>, <봉래산 불정대도(蓬萊山 佛頂臺圖)>, <석굴암도(石窟庵圖)>, <인왕제색도(仁王霽色圖)>, <금강전도(金剛全圖)>, <송하노승도> 외에 다수가 있다.

### 산수화

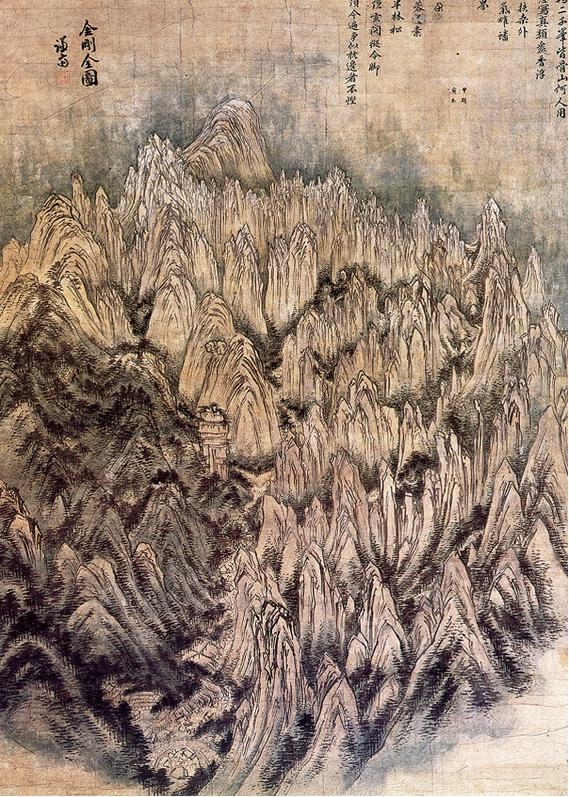
금강전도 국보 제217호
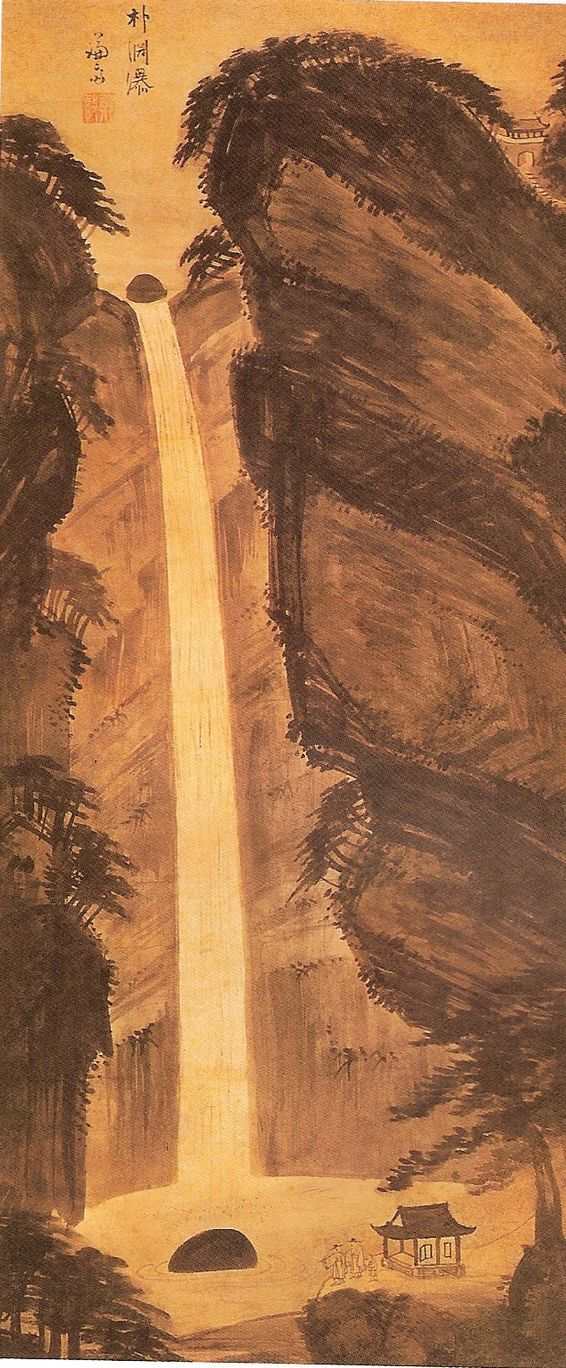
박연폭포(朴淵瀑布), 비단에 수묵, 119.5 X 52.2 cm 이우복소장
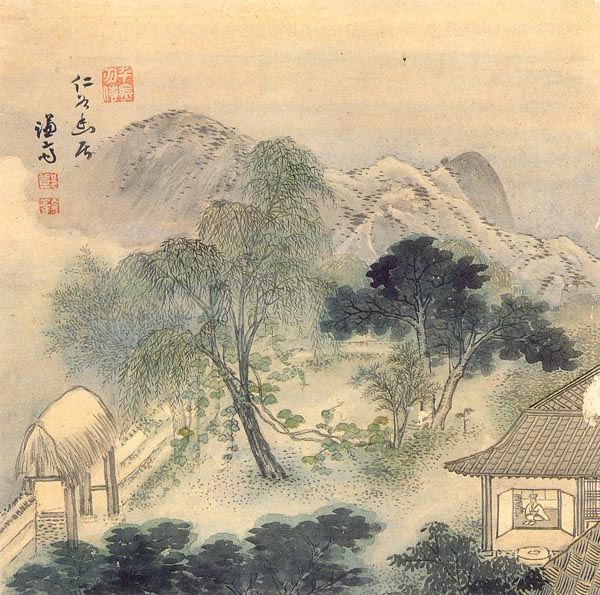
인곡유거도(仁谷幽居圖), 27.3*27.5 cm 종이에 담채, 간송미술관
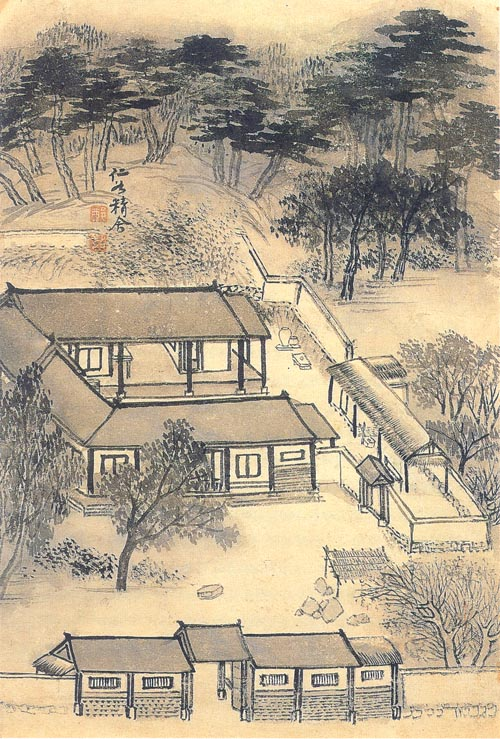
인곡정사(仁谷精舍), 인왕산 아래 있던 겸재의 집을 그림. 종이에 담채, 간송미술관
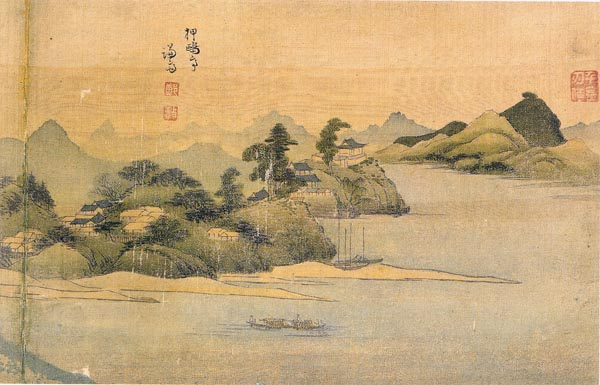
압구정(鴨鷗亭), 세조 때 공신 한명회의 별장으로 현재 강남구 압구정동, 종이에 담채, 간송미술관
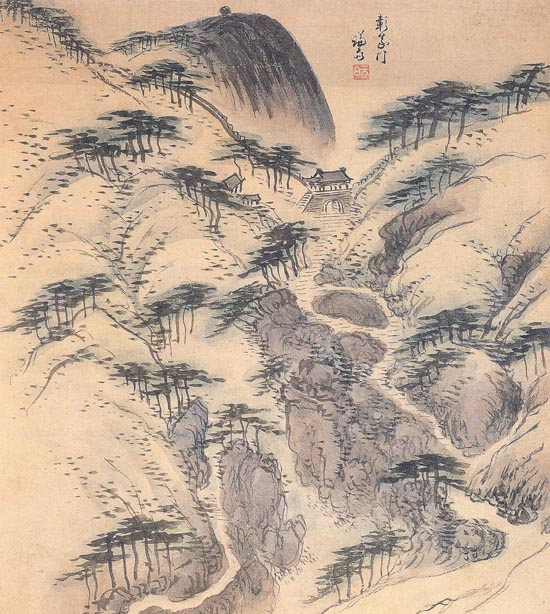
창의문(彰義門). 종이에 담채, 간송미술관
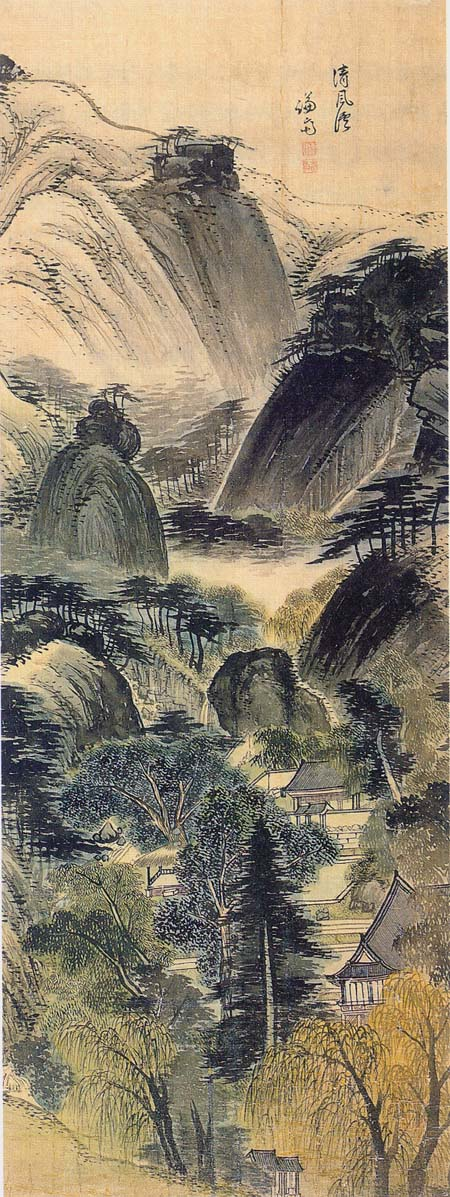
청풍계(淸風溪), 종이에 담채, 간송미술관
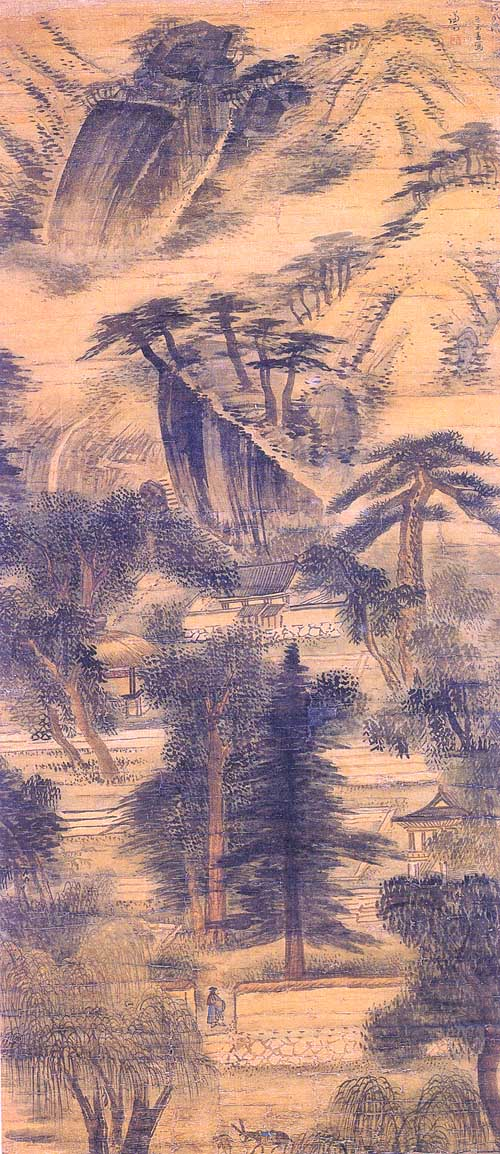
청풍계(淸風溪)
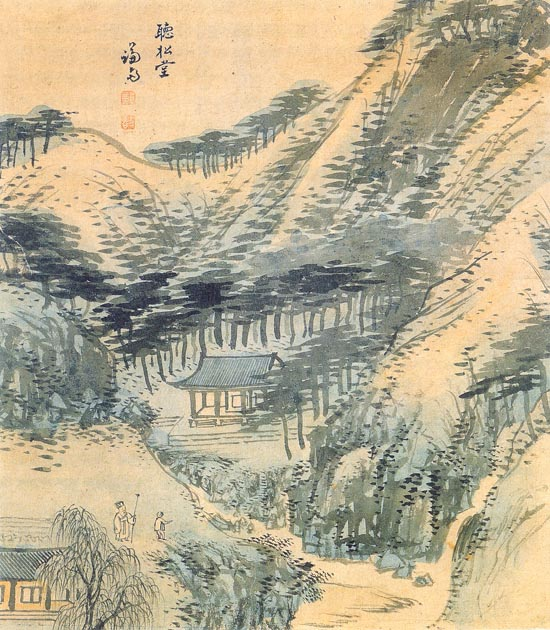
청송정(聽松堂) 조선 중기의 큰 선비 청송 성수침의 독서당. 종이에 담채, 간송미술관
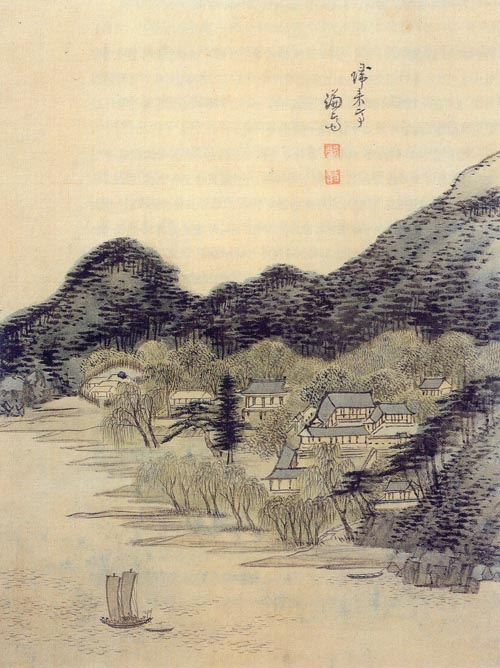
귀래정(歸來亭), 죽소 김광욱이 행주 덕양산 기슭에 지은 정자, 종이에 담채, 간송미술관
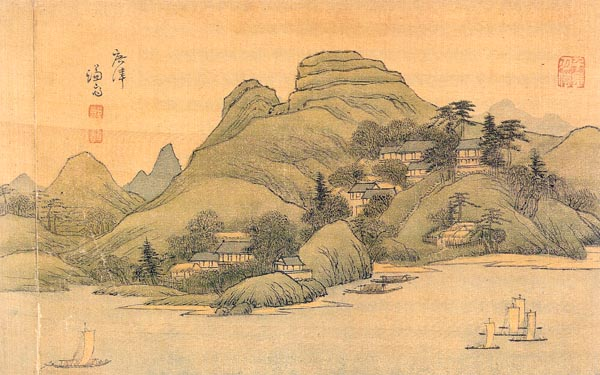
광진(廣津), 현재 광진구 광장동 아차산 일대로 워커힐 주변, 종이에 담채, 간송미술관
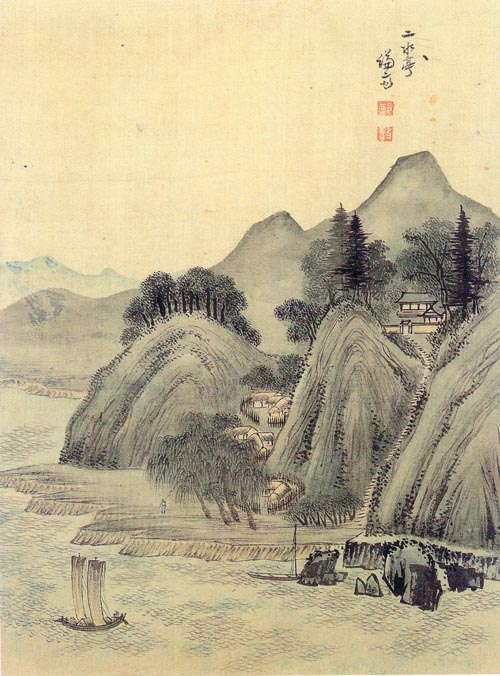
이수정(二水亭), 현재 강서구 염창동 도당산 꼭대기에 있던 정자, 종이에 담채, 간송미술관
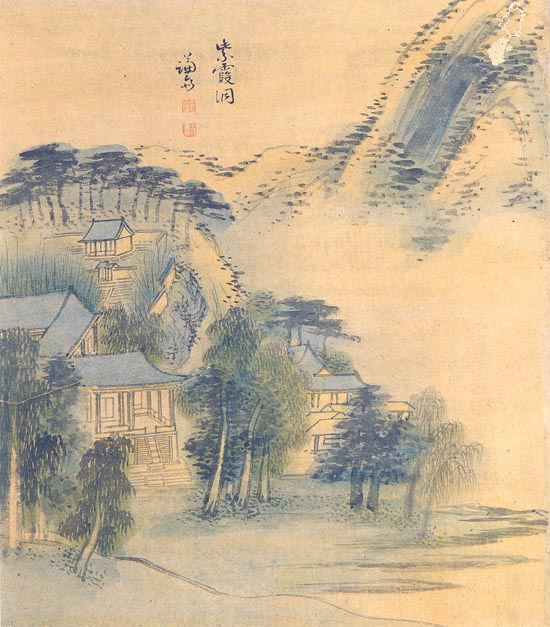
자하동(紫霞洞) 현재 종로구 청운동 부근. 종이에 담채, 간송미술관
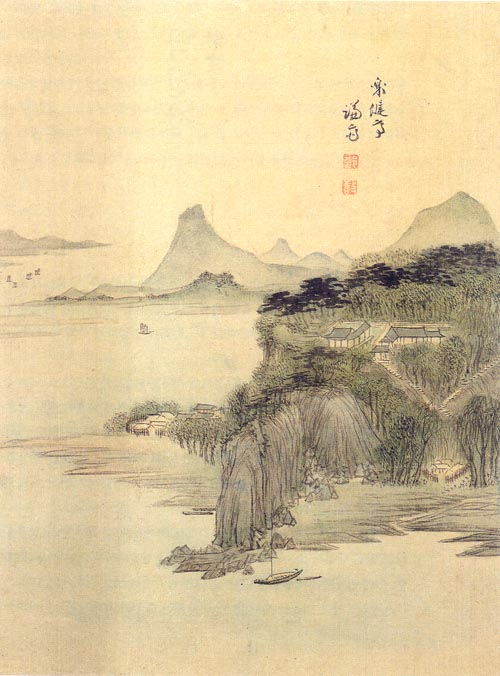
낙건정(樂健亭), 현재 행주대교 근처 고양시 덕양구 덕양산 자락에 있던 정자, 종이에 담채, 간송미술관
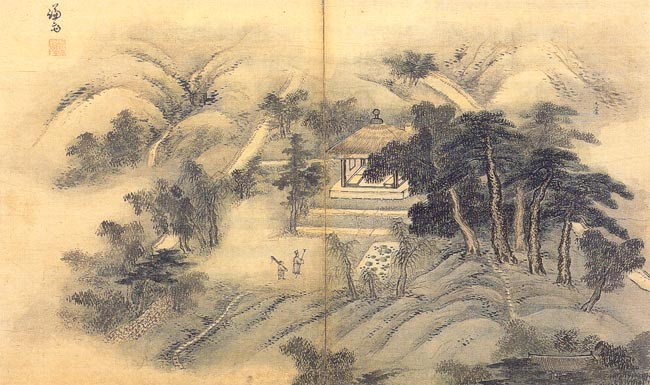
삼승정(三勝亭), 춘재 이중희의 정자로 현재 사직동 주변 . 종이에 담채, 간송미술관
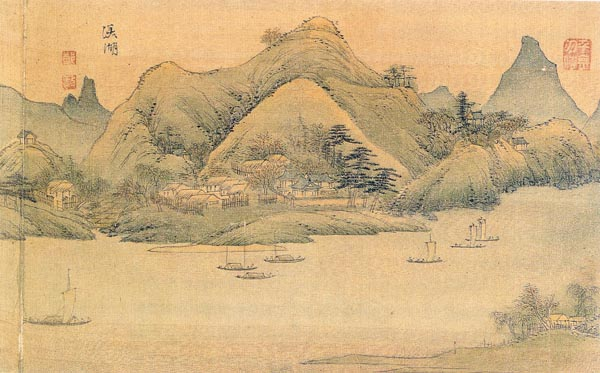
석실서원(石室書院), 종이에 담채, 간송미술관
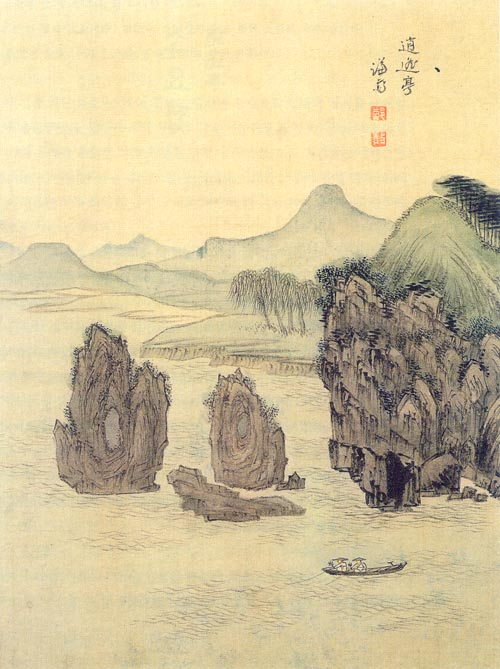
소요정(逍遙亭), 현재 서울시 강서구 가양동 주변, 종이에 담채, 간송미술관
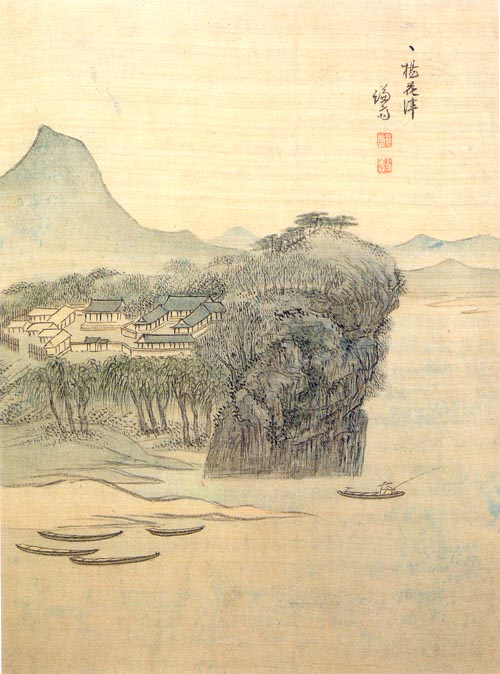
양화진(楊花津), 현재 서울시 마포구 합정동 절두산, 종이에 담채, 간송미술관
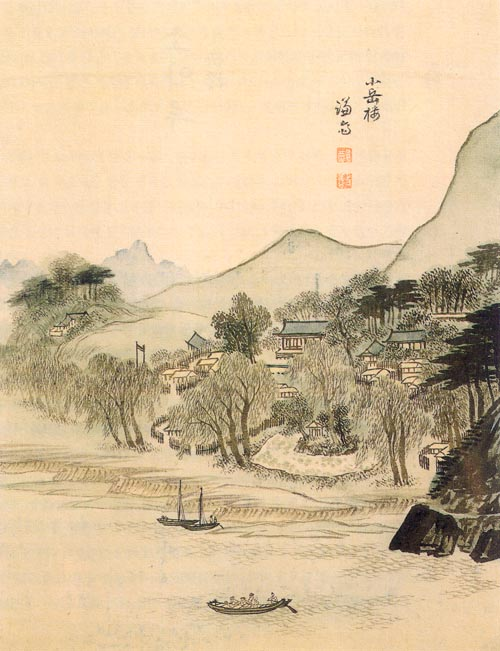
소악루(小岳樓),현재 강서구 가양동 성산 기슭에 있던 누각, 종이에 담채, 간송미술관

## 평가
18세기 조선 화단을 이끌었던 강세황은 겸재 정선이 실제 경치를 잘 그린다는 점을 알고 있었다. 그러나 강세황은 진경을 그릴 때는 각 장면에서 알맞은 화법을 찾아 그려야 한다고 생각하였다. 그래서 그는 자신의 기준에 따라 정선의 산수화를 다음과 같이 비평하였다. 아니 비평 내용이 뭔데???

## 같이 보기
- 한국화
- 한국의 화가 목록